# Ascandra
Ascandra é um gênero de esponja marinha da família Leucaltidae.

## Espécies
- Ascandra depressa (Dendy, 1891)
- Ascandra falcata Haeckel, 1870
- Ascandra loculosa (Dendy, 1891)
- Ascandra minchini Borojevic, 1966
- Ascandra osculum (Carter, 1886)